# Nave d'assalto anfibio

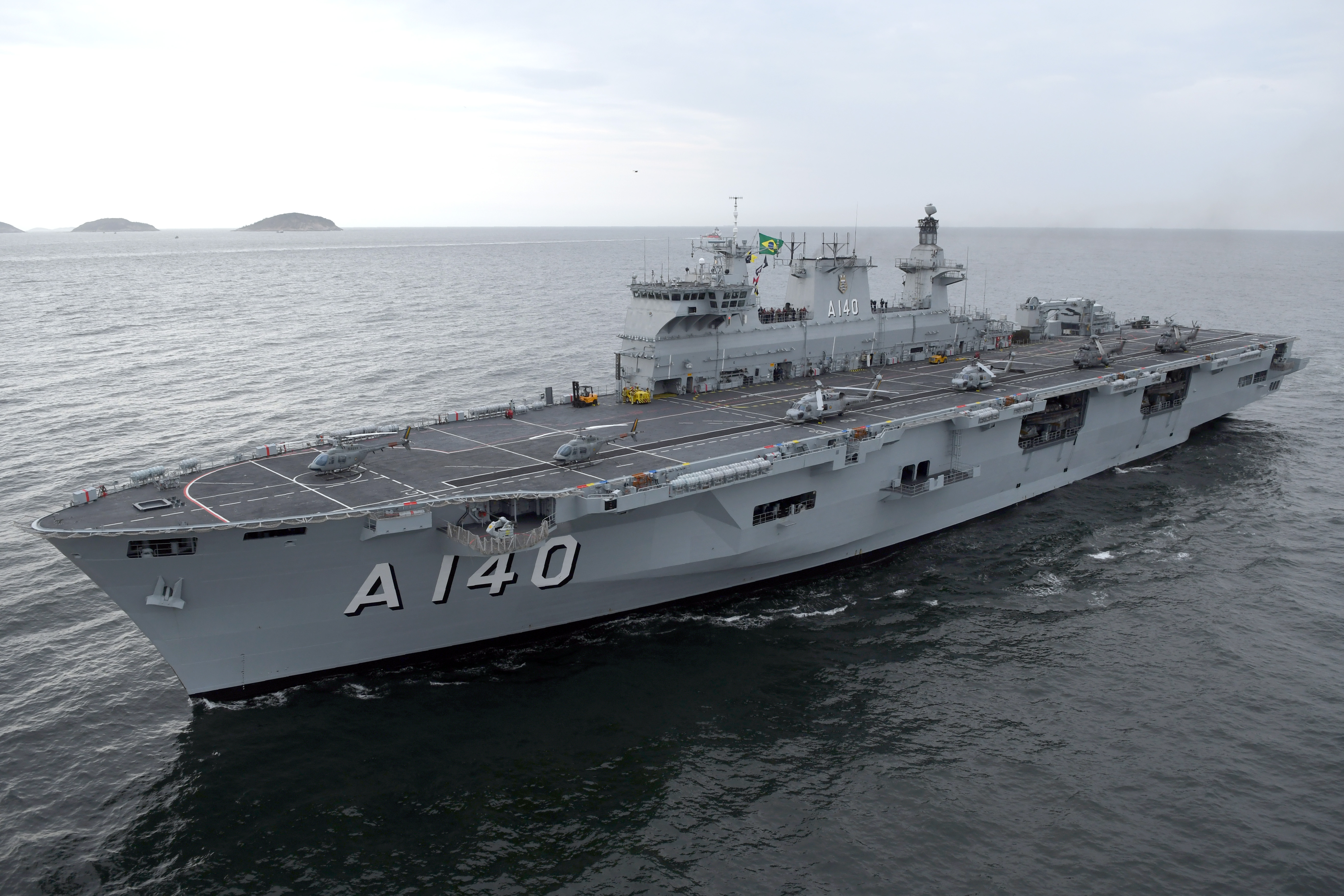
La LPH Atlântico della Marinha do Brasil.

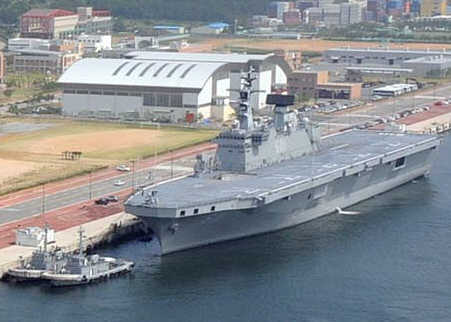
Una LPH della della Daehanminguk Haegun.

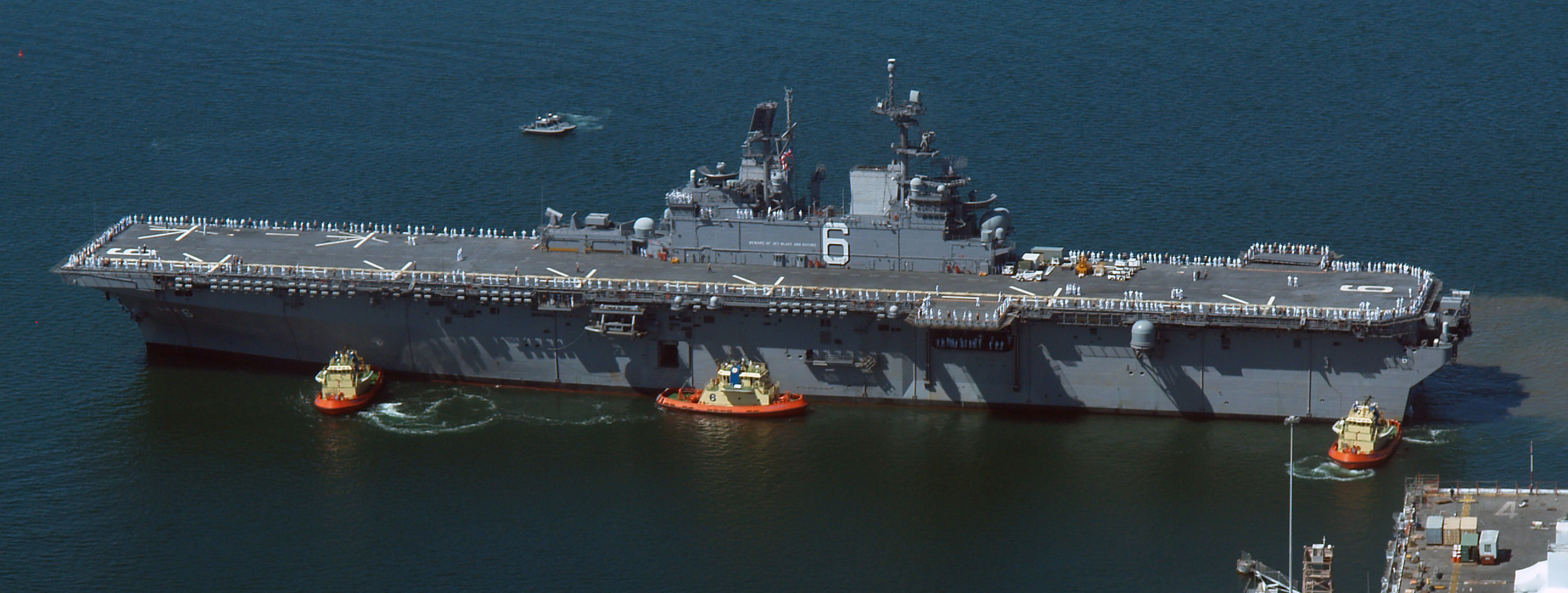
Una LHA della della US Navy.

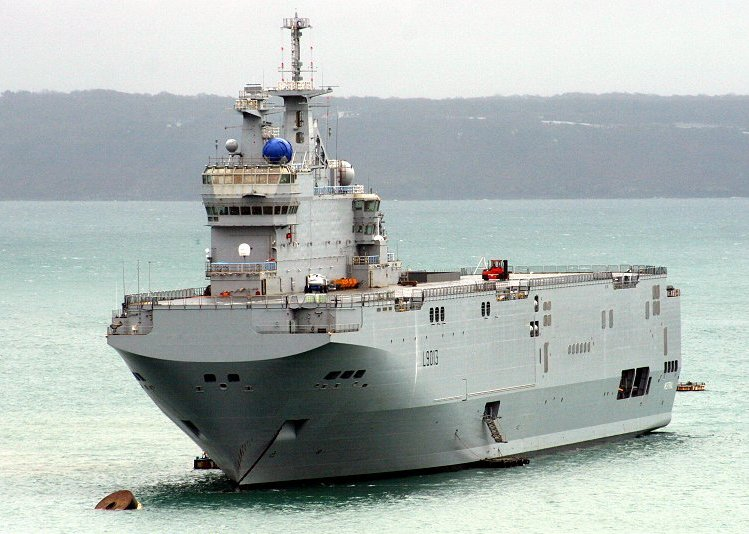
Una LHD della della Marine nationale.

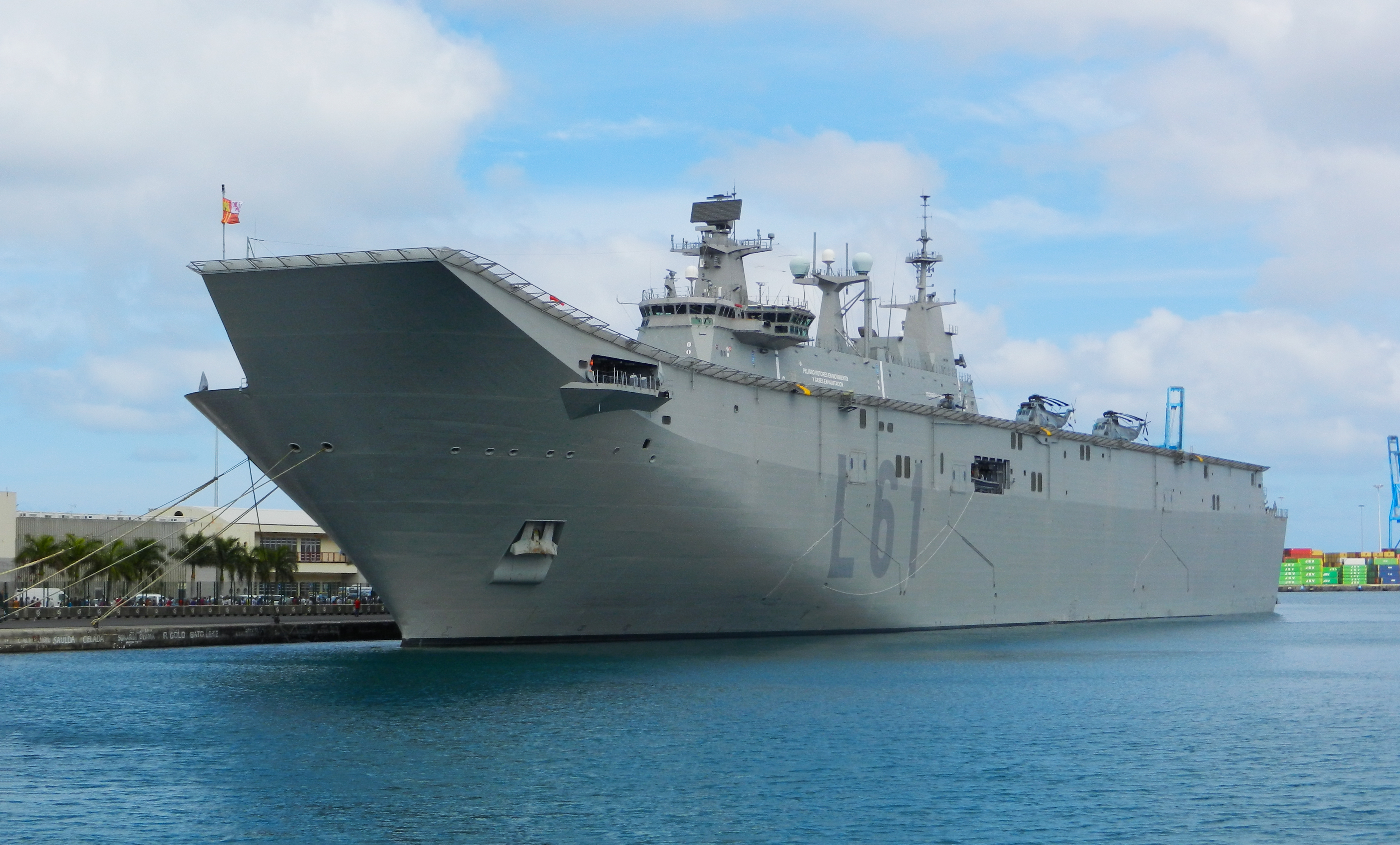
La LHD dell'Armada Española.

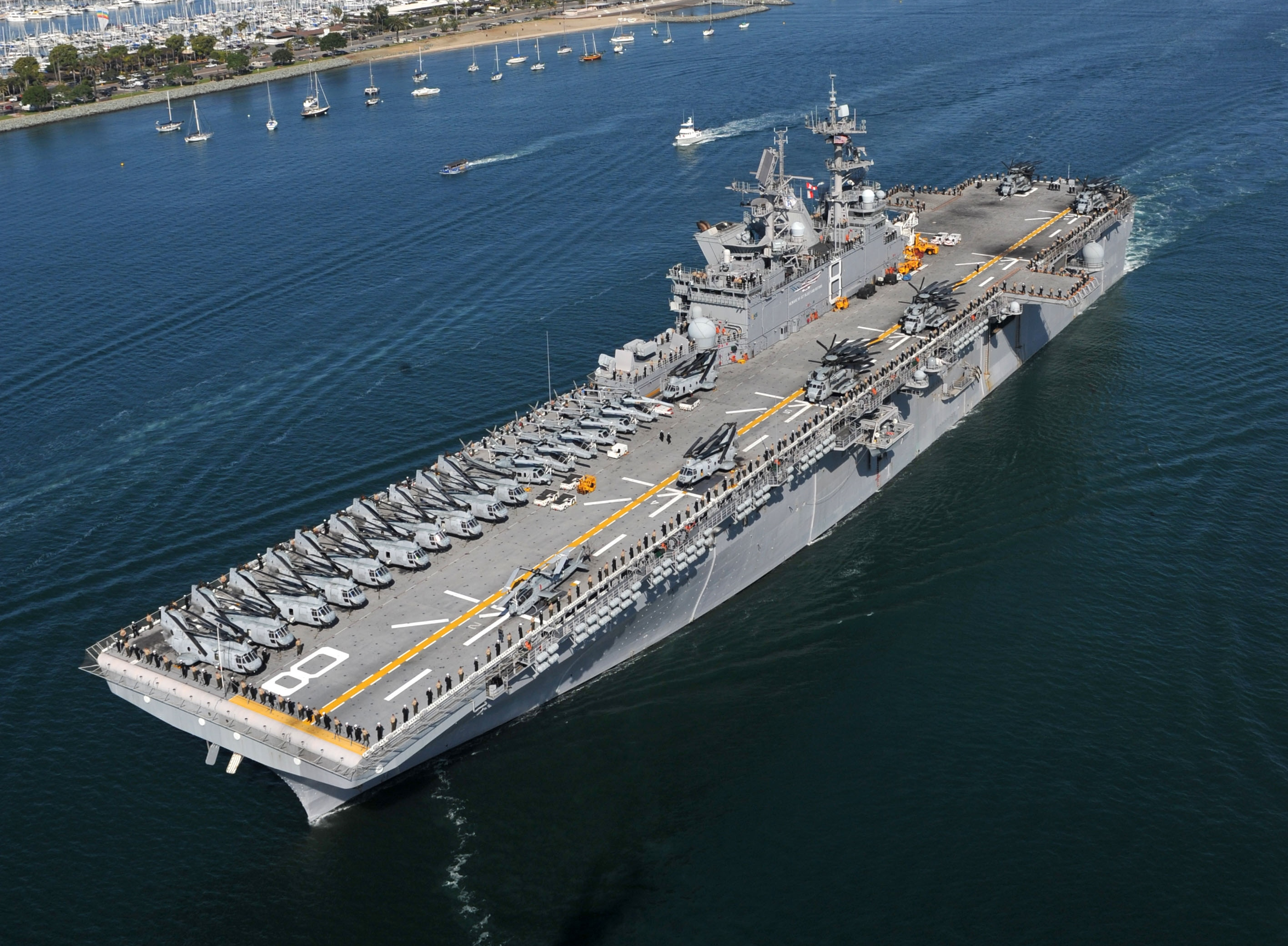
Una LHD della della US Navy.

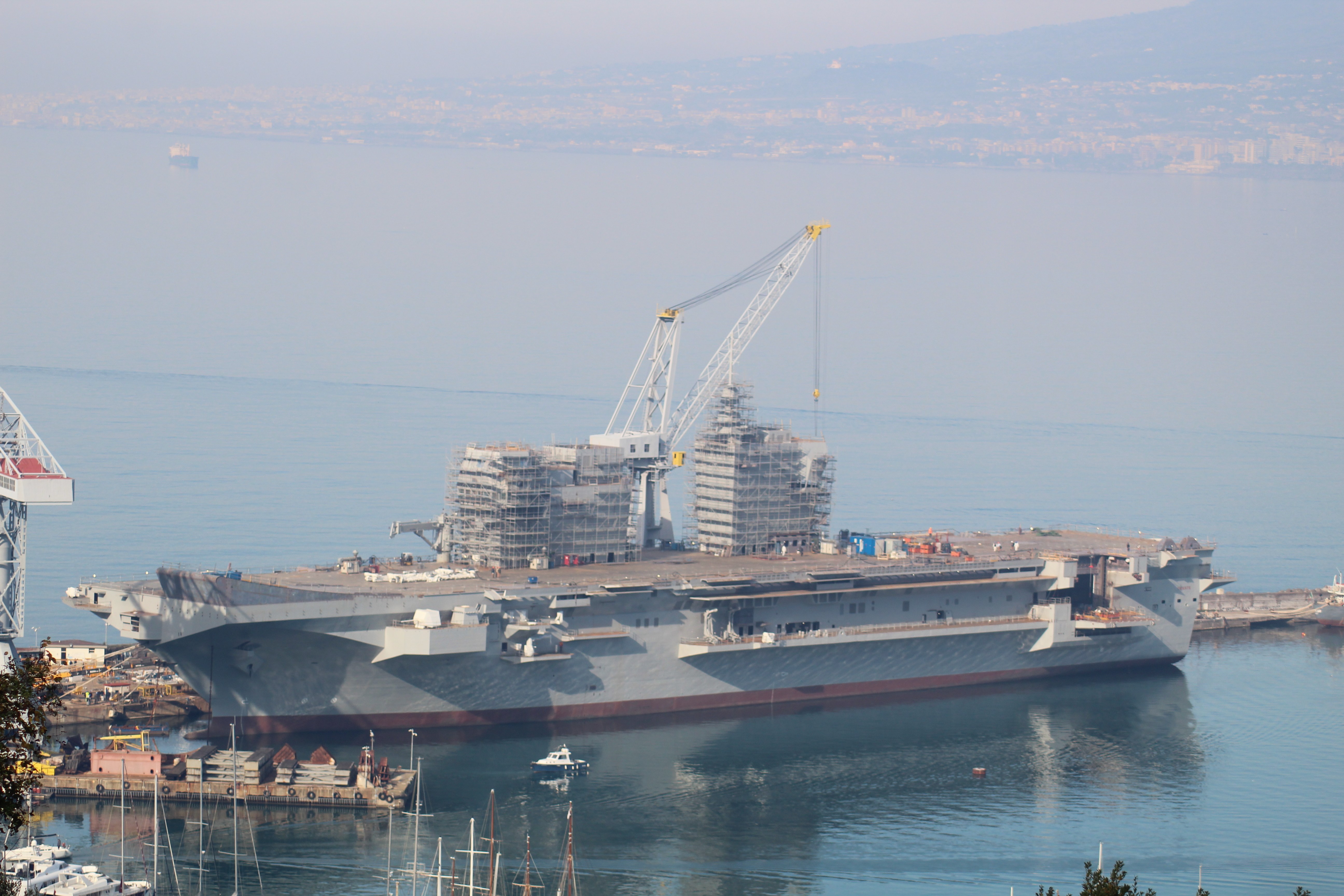
La LHD Trieste della Marina Militare.

Una nave d'assalto anfibia (dall'inglese: amphibious assault ship) è una nave militare da guerra anfibia addetta al trasporto di truppe di fanteria, con il relativo equipaggiamento, anche il più pesante, ed in grado di sbarcarle anche in punti sprovvisti di attracco.

## Caratteristiche
Questo tipo di navi è di grandi dimensioni e con dislocamento a pieno carico generalmente di oltre 10.000 tonnellate.
La sua capacità di carico varia da un modello all'altro, ma generalmente è di vari elicotteri che fanno parte dell'equipaggiamento della nave, centinaia di soldati imbarcati e carri e veicoli da combattimento della forza anfibia.
Per lo sbarco possono essere utilizzate le gru del ponte, gli elicotteri o le lance da sbarco attraverso il bacino allagabile di cui molte di queste navi dispongono e che si trova nella parte posteriore della nave, che inondandosi permette l'uscita dei veicoli anfibi che trasporta.
Alcune delle navi più grandi, come quelle al servizio dei marines statunitensi sono polivalenti potendo operare con aerei a decollo verticale come gli Harrier, trasformandole in piccole portaerei o portaeromobili.
Anche se la terminologia nave d'assalto anfibio è spesso usata in modo intercambiabile con il più generale termine di nave da guerra anfibia (che include tutte le navi anfibie), questa terminologia si applica specificamente solo alle navi anfibie con un ponte di grandi dimensioni, come le LPH, LHA e LHD. Questa terminologia (nave d'assalto anfibio) non include le amphibious transport dock (LPD) e le dock landing ship (LSD).

## Missioni
Per la loro polivalenza queste navi sono adatte a vari tipi di missione:
- Imbarco e sbarco di truppe per conquistare teste di ponte, invasioni o soccorrere unità in difficoltà in territorio nemico
- Incursioni all'interno con l'impiego di elicotteri
- Copertura aerea nelle operazioni anfibie per le navi che dispongono di aviazione navale
- Nave ospedale per il soccorso ai feriti
- Assistenza in caso di calamità, data la capacità di trasportare squadre di addetti alla ricostruzione di ponti, al ripristino di vie di comunicazione e alla preparazione di accampamenti improvvisati.

Queste navi, data la loro mole, possono essere facile bersaglio di attacchi con missili, siluri o mine, per cui nelle loro missioni hanno bisogno della protezione di scorte.

## Problemi
Questo tipo di nave pone dei problemi nelle marine in cui prestano servizio:
- Per il combustibile di cui necessitano hanno bisogno di essere accompagnate da navi da rifornimento e di appoggio sia civili che militari, che sono a loro volta estremamente vulnerabili al fuoco nemico.
- Richiedono una grande quantità di truppe e di marineria.
- L'enorme peso dei veicoli imbarcati impone un continuo logorio della rampa di accesso e del pavimento del bacino allagabile, con la rampa che deve essere frequentemente sostituita.

## Servizio
Le due Marine che hanno maggiormente usato questo tipo di unità sono state la US Navy americana e la Royal Navy britannica sia nel secolo scorso con le varie operazioni di sbarco durante la seconda guerra mondiale che dopo, sia nei primi anni di questo secolo.
Sia gli americani che gli inglesi convertirono alcune loro portaerei in navi di assalto anfibio e da allora questo tipo di unità richiama nello scafo e nella presenza del ponte di volo le portaerei.

## Tipi di navi
Le navi da guerra anfibia che precedentemente, soprattutto durante la seconda guerra mondiale, erano unità solamente da trasporto e da sbarco di tipo LST, LCT, LSI, AKA, si sono evolute in unità più grandi, elicotteristiche, con capacità di appontaggio e decollo per velivoli STOL/VSTOL, che la US Navy denomina amphibious assault ship, cioè nave d'assalto anfibio.
Tenendo conto dell'iniziale definizione statunitense, le navi d'assalto anfibio possono classificarsi in:
Landing Platform Helicopter (LPH)
- HMS Ocean (L12)
- classe Dokdo

Landing Helicopter Assault (LHA)
- classe Tarawa
- classe America

Landing Helicopter Dock (LHD)
- classe Wasp
- classe Mistral
- Juan Carlos I (L-61)
- classe Canberra
- TCG Anadolu (L-408)
- Trieste (L 9890)

Landing Platform Dock (LPD)
- Kalaat Béni Abbès
- classe Kanimbla
- classe Bay
- NAM Bahia (G40) ex Siroco (L 9012)
- Sargento Aldea (LSDH-91) ex Foudre (L 9011)
- Classe Yuzhao
- Classe Makassar
- Classe Foudre ritirate e vendute a Cile e Brasile
- Classe Ouragan ritirate e demolite
- Jalashwa (L41) ex USS Trenton (LPD-14)
- Tanjung Dalpele (972) ritirata e convertita in nave ospedale
- Makassar
- Classe San Giorgio
- San Giusto (L 9894)
- Classe Rotterdam (programma comune Olanda/Spagna Enforcer)
- Classe Makassar
- Endurance
- Classe Galicia (programma comune Olanda/Spagna Enforcer)
- Classe Albion
- Classe Fearless
- Angthong (LPD-791)
- classe Raleigh (ritirate)
- Classe Austin (ritirate)
- Classe San Antonio